# Estação Prospekt Bolchevikov
Prospekt Bolchevikov (em russo:  Проспект Большевиков) é uma das estações da linha Pravoberejnaia (Linha 4) do metro de São Petersburgo, na Rússia. Estação «Prospekt Bolchevikov» está localizada entre as estações «Ladojskaia» (ao norte) e «Ulitsa Dybenko» (ao sul).